# Vysoký

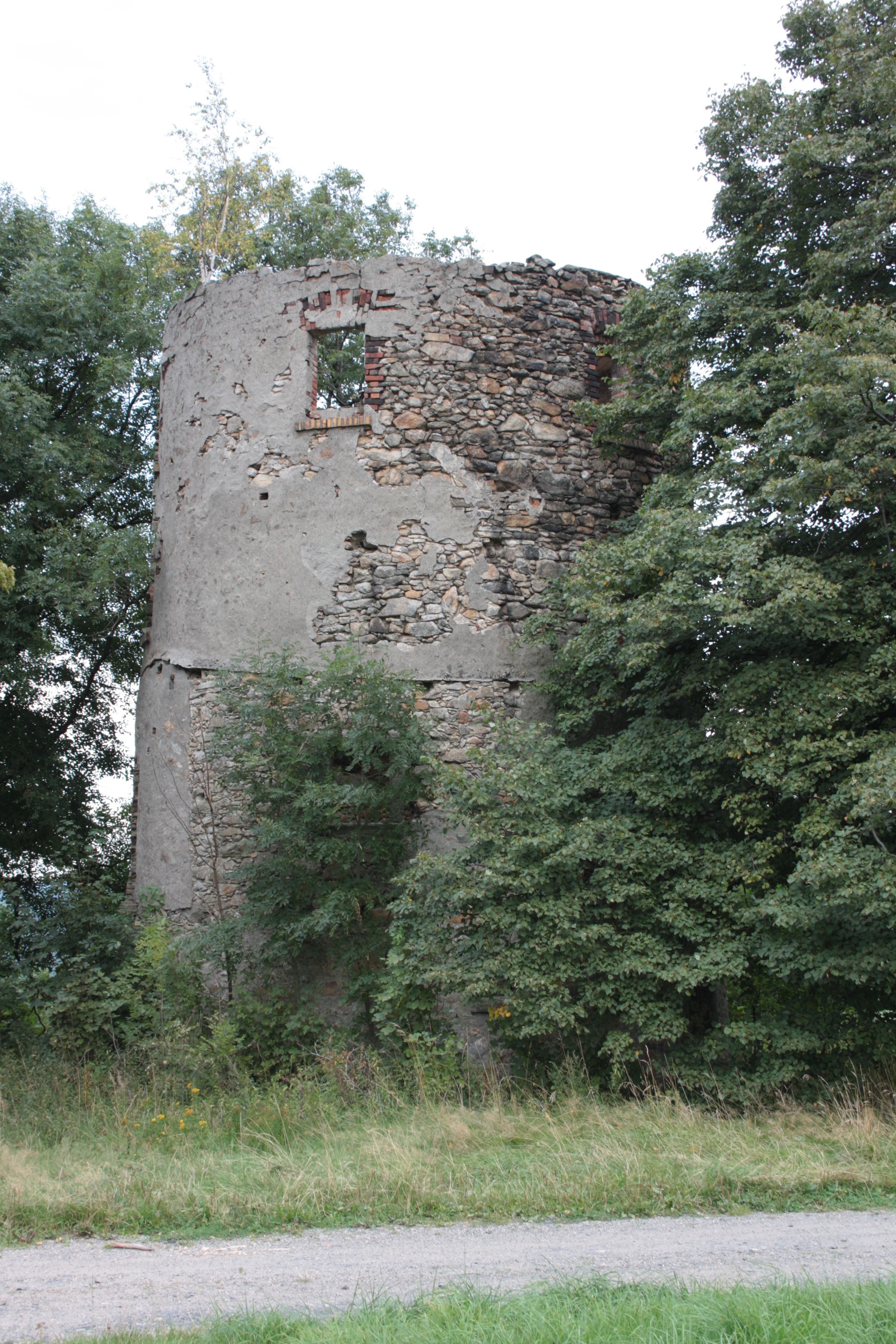
Ruine der Windmühle

Vysoký, bis 1946 Hohenwald ist eine Ortschaft der Gemeinde Heřmanice in Tschechien. Sie liegt sechs Kilometer nordöstlich von Chrastava an der Grenze zu Polen und gehört zum Okres Liberec.

## Geographie
Vysoký befindet sich am Osthang des Lysý vrch (Kahleberg, auch Hochwald; 643 m) im Südwesten des Isergebirges. Westlich erhebt sich der Kančí vrch (Schwarzberg, 680 m), im Süden liegen der Kameniště (Steinberg, 608 m) und der Spálený vrch (Brandberg, 581 m). Östlich entspringt der Luční potok, im Süden der Vítkovský potok und im Südwesten der Jasný potok.
Nachbarorte sind Markocice, Heřmanice und Kristiánov im Norden, Dětřichov im Nordosten, Albrechtice u Frýdlantu im Osten, Filipov und Mlýnice im Südosten, Nová Ves und Růžek im Süden, Dolní Vítkov und Horní Vítkov im Südwesten, Jasna Góra im Westen sowie Bogatynia im Nordwesten.

## Geschichte
Die Ansiedlung Hunwald entstand zwischen 1605 und 1608, als die Besitzerin der Herrschaft Friedland, Katharina von Redern, am Hochwald 15 hölzerne Chaluppen errichten ließ. Hunwald war das höchstgelegene Dorf der Herrschaft und reichte bis auf 639 m ü. M. Seit 1635 lag der Ort an der Grenze zu Kursachsen. 1834 bestand Hohenwald aus 31 Häusern und hatte 185 Einwohner. Das Amt des Erbrichters übte von 1642 bis zur Abschaffung im Jahr 1849 die Familie Zücker aus. 1830 wurde am Kahleberg eine Holländerwindmühle errichtet.
Nach der Aufhebung der Patrimonialherrschaften bildete Hohenwald ab 1850 einen Ortsteil der Gemeinde Christiansau im Gerichtsbezirk Friedland. Zu dieser Zeit bildete die Hausweberei die Haupterwerbsquelle der Bewohner. Während des Deutschen Krieges zog hier das preußische Heer über die Grenze nach Österreich und zerstörte die Wittiger Windmühle.
1880 lebten in dem Dorf 234 Menschen. Zwischen 1898 und 1899 wurde die Verbindungsstraße von Olbersdorf nach Ober Wittig errichtet. Bis 1894 wurden nacheinander nur Mitglieder der Zücker-Familie zum Ortsbürgermeister gewählt. Gepfarrt war Hohenwald nach Ober Wittig. Zum Ende des 19. Jahrhunderts wurden in dem Dorf weitere Häuser errichtet, jedoch nahm die Zahl der Einwohner ab. Im Jahre 1900 bestand Hohenwald aus 42 Häusern und hatte 206 Einwohner, die allesamt der deutschen Volksgruppe angehörten. Mittelpunkt des Dorfes war der Kretscham, in ihm befand sich der Gasthof und eine Bäckerei und Metzgerei; zugleich war er Sitz des ehrenamtlichen Ortsbürgermeisters. Schulorte waren Ober Wittig und Olbersdorf. Drei Grenzwege führten ins sächsische Reichenau. Im Ort gab es zwei Gastwirtschaften, einen Laden, sowie einen Dachdeckerbetrieb.
Nach dem Münchner Abkommen wurde das Dorf 1938 dem Deutschen Reich zugeschlagen und gehörte bis 1945 zum Landkreis Friedland. 1939 lebten in dem Ort nur noch 136 Menschen. Nach Kriegsende kam das Dorf zur Tschechoslowakei zurück und die deutschen Bewohner wurden vertrieben. Das Dorf wurde 1946 in Vysoký umbenannt und gehörte ab 1958 zur Gemeinde Heřmanice im Okres Frýdlant. Die Wiederbesiedlung erfolgte nur in geringem Umfang und viele der Neusiedler verließen den abgelegenen Ort bald wieder. Seit den 1960er Jahren war Vysoký fast vollständig verlassen und die meisten Häuser dem Verfall preisgegeben. Diese wurden hiernach abgerissen. Mit Beginn des Jahres 1961 erfolgte die Eingemeindung nach Dětřichov und 1986 nach Frýdlant. Seit November 1990 ist Vysoký eine Grundsiedlungseinheit der Gemeinde Heřmanice. Ständige Einwohner hat Vysoký keine mehr.

## Sehenswürdigkeiten
- Ruine der Windmühle
- Windpark